# Marco Argentario
Marco Argentario (en griego antiguo: Μάρκος Ἀργεντάριος; fl. circa 60 d. C.) fue un griego epigramático. 
Se le atribuyen inos treinta y siete epigramas en la Antología griega', la mayoría de los cuales son eróticos, y algunos son juegos de palabras. Las características estilísticas sugieren que escribió durante los primeros tiempos del Imperio romano, seguramente no más tarde de mediados del siglo I d. C. , y el epíteto que recibió (argentarius, «cambista») apoya una conexión comercial romana, pero no se sabe nada más de su edad.